# Gyiana Makszimovna Snajgyer
Gyiana Makszimovna Snajgyer (a nemzetközi szakirodalomban: Diana Shnaider) (Zsiguljovszk, Oroszország, 2004. szeptember 16. –) olimpiai ezüstérmes, párosban háromszoros junior Grand Slam-tornagyőztes orosz hivatásos teniszezőnő.
2023-tól profi teniszjátékos. Pályafutása során egyéniben négy WTA, két WTA125- és 4 ITF-tornagyőzelmet aratott, párosban két WTA-, egy WTA125- és három ITF-tornagyőzelemmel rendelkezik.
Juniorként párosban három Grand Slam-tornagyőzelmet szerzett. A felnőttek között a 2023-as Australian Openen játszott először, és a kvalifikációból a főtáblára feljutva a 2. körig jutott.  A Grand Slam-tornákon a legjobb eredményét egyéniben a 2024-es US Openen érte el, ahol a 4. körig jutott. Párosban a 2025-ös Australian Openen és a 2025-ös Roland Garroson elődöntőt játszott. Legjobb világranglista helyezése egyéniben a 11. hely, amelyre 2025. május 5-én került, párosban a legjobbjaként a 8. helyen állt 2025. június 16-án.

## Családja
Zsiguljovszkban született, édesapja Maksz Snajgyer, német származású ügyvéd, és egykori ökölvívó, édesanyja Julia, angoltanár. A család később Togliattiba költözött.

## Pályafutása

### Junior versenyek
Négy évesen kezdett teniszezni. Nyolc évesen kezdett komolyan foglalkozni a sportággal, és Szamuel Minaszjan edzővel edzett Moszkvában. 2022-ben, az ukrajnai orosz inváziót követően az Egyesült Államokba költözött, és beiratkozott az Észak-Karolinai Állami Egyetemre, ahol az NC State Wolfpack csapatában főiskolai teniszt játszott. Miután 2023 januárjában az Australian Openen a kvalifikációból feljutva a 2. körig jutott, otthagyta az amatőr státuszú egyetemi teniszt, és profi karriert kezdett.
Megjelenésében jellegzetes a kék pöttyös kendő a fején, amelyet gyerekkora óta visel a nap ellen, miután a sapkában nem látta az adogatáshoz feldobott labdát.
2018 áprilisában indult első nemzetközi junior tornáján, egy G4 kategóriájú ifjúsági tornán Kairóban, amelyet a kvalifikációból indulva meg is nyert. Ebben az évben júniusban nyert egy G3-as, szeptemberben egy G2-es tornát. 2019-ben és 2021-ben egy-egy G1-es tornán lett az első helyezett.
A juniorok között eredményesen szerepelt párosban is. 2018-ban egy Grade 2-es tornát nyert, 2021-ben három GA és egy G1-es tornán győzött. 2020-ban döntőt játszott a Roland Garroson, 2021-ben győzött Wimbledonban, 2022-ben megnyerte az Australian Opent és a US Opent.

### A felnőtt mezőnyben
Első felnőtt ITF-tornáján 2020. novemberben vett részt, és 2021. novemberben szerezte első tornagyőzelmét Antalyában egy 15 000 dolláros tornán. 2022-ben három ITF tornát nyert meg, köztük egy 60 000 dollárost Isztambulban. Ugyanebben az évben szerezte első WTA125-ös trófeáját Montevideóban. 2024-ben ismét megnyert egy W125-ös tornát, ezúttal Párizsban, és a WTA-versenysorozatán három trófeát is szerzett, közülük a legértékesebb a WTA500 kategóriájú Bad Homburg Open megnyerése, emellett elsőséget szerzett a WTA250 kategóriájú huahini, valamint a budapesti tornán.
Párosban is Antalyában a 15 000 dolláros tornán szerezte 2021. novemberben az első tornagyőzelmét. Ezt a címét a következő évben megvédte az akkor már 25 000 dolláros tornán. 2022-ben győzött a Hechingenben rendezett 60 000 dolláros tornán. 2023-ban párosban is megszerzett egy W125-ös trófeát.
2024-ben jelentős sikereket ért el. A három tornagyőzelme mellett a Grand Slam-tornákon is kiválóan szerepelt: Wimbledonban a 3. körig, a US Openen a 4. körig jutott. Párosban a Roland Garroson negyeddöntőt játszott.

## Junior Grand Slam döntői

### Páros

##### Győzelmek (3)
| Év   | Bajnokság       | Borítás | Partner            | Ellenfél                         | Eredmény |
| ---- | --------------- | ------- | ------------------ | -------------------------------- | -------- |
| 2021 | Wimbledon       | Fű      | Kriszcina Dzmitruk | Sofia Costoulas Laura Hietaranta | 6–1, 6–2 |
| 2022 | Australian Open | Kemény  | Clervie Ngounoue   | Kayla Cross Victoria Mboko       | 6–4, 6–3 |
| 2010 | US Open         | Kemény  | Lucie Havlíčková   | Carolina Kuhl Ella Seidel        | 6–3, 6–2 |

##### Elveszített döntő (1)
| Év   | Bajnokság     | Borítás | Partner           | Ellenfél                    | Eredmény    |
| ---- | ------------- | ------- | ----------------- | --------------------------- | ----------- |
| 2020 | Roland Garros | Salak   | Marija Bondarenko | Eleonora Alvisi Lisa Pigato | 6–7(3), 4–6 |

## WTA döntői

### Egyéni

#### Győzelmei (4)
| Összesítés                   |
| Grand Slam-torna (0)         |
| WTA 1000 (kötelező)* (0)     |
| WTA 1000 (nem kötelező)* (0) |
| WTA 500* (1)                 |
| WTA 250* (3)                 |

| No. | Dátum             | Torna                          | Borítás | Ellenfél a döntőben      | Eredmény a döntőben | Eredmény a döntőben |
| 1.  | 2024. február 4.  | Thailand Open, Huahin          | Kemény  | Csu Lin                  | 6–3, 2–6, 6–1       |                     |
| 2.  | 2024. június 30.  | Bad Homburg Open, Bad Homburg  | Fű      | Donna Vekić              | 6–3, 2–6, 6–3       |                     |
| 3.  | 2024. július 21.  | Hungarian Grand Prix, Budapest | Salak   | Aljakszandra Szasznovics | 6–4, 6–4            |                     |
| 4.  | 2024. november 3. | Hong Kong Open, Hongkong       | Kemény  | Katie Boulter            | 6–1, 6–2            |                     |

#### Elveszített döntői (1)
| No. | Dátum                | Torna               | Borítás | Ellenfél a döntőben | Eredmény a döntőben | Eredmény a döntőben |
| 1.  | 2023. szeptember 30. | Ningbo Open, Ningpo | Kemény  | Unsz Dzsábir        | 2–6, 1–6            |                     |

### Páros
| Összesítés                   |
| Grand Slam-torna (0)         |
| WTA 1000 (kötelező)* (1)     |
| WTA 1000 (nem kötelező)* (0) |
| WTA 500* (1)                 |
| WTA 250* (0)                 |
| Olimpia (0)                  |

#### Győzelmei (2)
|    | Dátum             | Torna                            | Borítás | Partner         | Ellenfelek a döntőben          | Eredmény a döntőben | Eredmény a döntőben |
| 1. | 2025. január 5.   | Brisbane International, Brisbane | Kemény  | Mirra Andrejeva | Priscilla Hon Anna Kalinszkaja | 7–6(6), 7–5         |                     |
| 2. | 2025. március 31. | Miami Open, Miami                | Kemény  | Mirra Andrejeva | Cristina Bucșa Kato Miju       | 6–3, 6–7(5), [10–2] |                     |

#### Elveszített döntői (2)
| No. | Dátum              | Torna                                    | Borítás | Partner         | Ellenfél a döntőben         | Eredmény            |           |
| --- | ------------------ | ---------------------------------------- | ------- | --------------- | --------------------------- | ------------------- | --------- |
| 1.  | 2024. augusztus 4. | 2024. évi nyári olimpiai játékok, Párizs | Salak   | Mirra Andrejeva | Sara Errani Jasmine Paolini | 6–2, 1–6, [7–10]    | részletek |
| 2.  | 2025. június 15.   | Queen’s Club Championships, London       | Fű      | Anna Danilina   | Asia Muhammad Demi Schuurs  | 5–7, 7–6(3), [4–10] |           |

## WTA125 döntői

### Egyéni: 3 (2–1)
| Eredmény | GY–V | Dátum          | Torna                            | Borítás | Ellenfél               | Eredmény      |
| -------- | ---- | -------------- | -------------------------------- | ------- | ---------------------- | ------------- |
| Győztes  | 1–0  | 2022. november | Montevideo Open, Uruguay         | Salak   | Léolia Jeanjean        | 6–4, 6–4      |
| Döntős   | 1–1  | 2024. március  | Charleston Pro, Egyesült Államok | Kemény  | Elisabetta Cocciaretto | 3–6, 2–6      |
| Győztes  | 2–1  | 2024. május    | Clarins Open, Franciaország      | Salak   | Emma Navarro           | 6–2, 3–6, 6–4 |

### Páros: 1 (1–0)
| Eredmény | GY–V | Dátum        | Torna                                               | Borítás | Partner           | Ellenfelek                     | Eredmény    |
| -------- | ---- | ------------ | --------------------------------------------------- | ------- | ----------------- | ------------------------------ | ----------- |
| Győztes  | 1–0  | 2023. június | Internacional de La Bisbal d'Emporda, Spanyolország | Salak   | Caroline Dolehide | Aliona Bolsova Rebeka Masarova | 7–6(5), 6–3 |

## ITF döntői

### Egyéni: 5 (4–1)
| Díjazás              |
| -------------------- |
| $100,000 torna       |
| $80,000 torna        |
| $60,000 torna        |
| $25,000 torna        |
| $10,000/15,000 torna |

| Borításonként |
| ------------- |
| Kemény (0–1)  |
| Salak (4–0)   |
| Fű (0–0)      |
| Szőnyeg (0–0) |

| Eredmény | GY–V | Dátum          | Torna                            | Borítás | Ellenfél              | Eredmény      |
| -------- | ---- | -------------- | -------------------------------- | ------- | --------------------- | ------------- |
| Győztes  | 1–0  | 2021. november | ITF Antalya, Törökország         | Salak   | Pia Lovrič            | 6–3, 6–2      |
| Győztes  | 2–0  | 2022. április  | Oeiras Open, Portugália          | Salak   | Martina di Giuseppe   | 6–4, 6–2      |
| Győztes  | 3–0  | 2022. április  | ITF Shymkent, Kazahsztán         | Salak   | Jekatyerina Maklakova | 6–2, 7–5      |
| Győztes  | 4–0  | 2022. május    | Edge Istanbul, Törökország       | Salak   | Nikola Bartůňková     | 7–5, 7–5      |
| Döntős   | 4–1  | 2022. október  | Las Vegas Open, Egyesült Államok | Kemény  | Jüan Jüe              | 6–4, 3–6, 1–6 |

### Páros: 4 (3–1)
| Díjazás              |
| -------------------- |
| $100,000 torna       |
| $80,000 torna        |
| $60,000 torna        |
| $25,000 torna        |
| $10,000/15,000 torna |

| Borításonként |
| ------------- |
| Kemény (0–0)  |
| Salak (3–1)   |
| Fű (0–0)      |
| Szőnyeg (0–0) |

| Eredmény | GY–V | Dátum           | Torna                                        | Borítás | Partner                 | Ellenfelek                                 | Eredmény |
| -------- | ---- | --------------- | -------------------------------------------- | ------- | ----------------------- | ------------------------------------------ | -------- |
| Győztes  | 1–0  | 2021. november  | ITF Antalya, Törökország                     | Salak   | Anasztaszija Szoboljeva | Tamara Čurović Tóth Amarissa Kiara         | 6–2, 6–0 |
| Győztes  | 2–0  | 2022. március   | ITF Antalya, Törökország                     | Salak   | Tóth Amarissa Kiara     | Amina Vlagyikovna Ansba Marija Tyimofejeva | 6–4, 6–2 |
| Győztes  | 3–0  | 2022. augusztus | Ladies Open Hechingen, Németország           | Salak   | Irina Hromacsova        | Tamara Čurović Chiara Scholl               | 6–2, 6–3 |
| Döntős   | 3–1  | 2022. augusztus | ITF San Bartolomé de Tirajana, Spanyolország | Salak   | Elina Avaneszjan        | Ángela Fita Boluda Arantxa Rus             | 4–6, 4–6 |

## Eredményei Grand Slam-tornákon

### Egyéni
| Grand Slam | Australian Open | Australian Open | Roland Garros | Roland Garros       | Wimbledon      | Wimbledon       | US Open        | US Open         |
| Év         | Eredmény        | Utolsó ellenfél | Eredmény      | Utolsó ellenfél     | Eredmény       | Utolsó ellenfél | Eredmény       | Utolsó ellenfél |
| 2023       | 2. kör          | María Szákari   | 2. kör        | B Haddad Maia       | Selejtező (Q2) | Selejtező (Q2)  | Selejtező (Q2) | Selejtező (Q2)  |
| 2024       | 1. kör          | Jasmine Paolini | 1. kör        | Chloé Paquet        | 3. kör         | Emma Navarro    | 4. kör         | Jessica Pegula  |
| 2025       | 3. kör          | Donna Vekić     | 2. kör        | Dajana Jasztremszka | 2. kör         | Diane Parry     |                |                 |

### Páros
| Grand Slam | Australian Open          | Australian Open                    | Roland Garros            | Roland Garros               | Wimbledon               | Wimbledon                       | US Open              | US Open                  |
| Év         | Eredmény Partner         | Utolsó ellenfél                    | Eredmény Partner         | Utolsó ellenfél             | Eredmény Partner        | Utolsó ellenfél                 | Eredmény Partner     | Utolsó ellenfél          |
| 2024       | 3. kör Emma Navarro      | Barbora Krejčíková Laura Siegemund | Negyeddöntő Emma Navarro | Sara Errani Jasmine Paolini | 2. kör Jelena Vesznyina | Asia Muhammad Aldila Sutjiadi   | 1. kör Linda Nosková | Harriet Dart Diane Parry |
| 2025       | Elődöntő Mirra Andrejeva | Kateřina Siniaková Taylor Townsend | Elődöntő Mirra Andrejeva | Sara Errani Jasmine Paolini | 3. kör Mirra Andrejeva  | Sorana Cîrstea Anna Kalinszkaja |                      |                          |

## Év végi világranglista-helyezései
| Év     | 2021  | 2022 | 2023 | 2024 |
| Egyéni | 1065. | 182. | 60.  | 13.  |
| Páros  | 1672. | 288. | 206. | 50.  |